# ایستگاه متروی هورنچرچ
ایستگاه متروی هورنچرچ (انگلیسی: Hornchurch tube station) یکی از ایستگاه‌های خط ناحیه متروی لندن است.
این ایستگاه که در منطقه هیورینگ لندن قرار دارد در سال ۱۸۸۵ میلادی تأسیس شده است.